# Ävrö, Oskarshamns kommun
Ävrö är en ö i Oskarshamns kommun i Småland. Den är belägen strax nordost om Oskarshamns kärnkraftverk.

## Historik
Ävrö är en av relativt få småländska öar som nämns i den medeltida skriften Kung Valdemars segelled från slutet av 1200-talet. Under Gustav Vasas tid på 1500-talet utgjorde ön ett så kallat hamnfiske. Det innebar att ön ägdes av kronan men beboddes av fiskelag som mot betalning fick nyttja de omgivande fiskevattnen. Det handlade om en slags skatt som ofta betalades i sill eller torsk.
Ön fick redan i slutet 1930-talet vägförbindelse fram till Ävrö by som ligger på den västra delen av ön. Byn är idag obebodd men nyttjas för rekreation och fritidsboende av det närliggande kärnkraftverkets personal. På 50-talet förlängdes vägen med cirka en halvmil genom nordvästra Ävrö, vidare över mindre broar till Utlångö och ända ut till den gamla lotsstationen vid Kråkelund.   
Efter att i forna tider ha varit en bebodd skärgårdsö saknar Ävrö idag permanent befolkning. 
I samband med byggandet av kärnkraftverket köpes fastigheterna på ön av OKG AB och det var tänkt att ytterligare kraftverk skulle byggas på ön. Detta blev aldrig av och husen i Ävrö by nyttjas numera av OKG för personal och gäster.

## Natur & geografi
Naturen är typisk för den här delen av ostkustskärgården. Öns inre delar domineras av barrskog varvat med mindre öppna ängar och gläntor. Längs öns stränder kommer den rödaktiga graniten i dager. Högsta bergsknallen på ön mäter 15 meter över havet.
Ävrö är en av de större öarna i Oskarshamns skärgård. Den flankeras av Borholmsfjärden i väster och öppet hav i form av Östersjön i öster. I söder avskiljer den smala Hamnöfjärden Ävrö från kärnkraftverkets område på Simpevarpshalvön.
| En vindkraftsetablering på Ävrö stoppades för att skydda havsörnsbeståndet på ön. |  | En vindkraftsetablering på Ävrö stoppades för att skydda havsörnsbeståndet på ön. |
| En vindkraftsetablering på Ävrö stoppades för att skydda havsörnsbeståndet på ön. |  |                                                                                   |

Till Ävrö hör fastighetsrättsligt även öarna Bockö (57°25′22″N 16°39′47″Ö / 57.42282°N 16.66297°Ö) och Hålö (57°25′13″N 16°39′21″Ö / 57.42040°N 16.65585°Ö).

## Havsörnar och dess beskydd
Kusttrakterna kring Oskarshamn anses ha en av landets betydelsefullare havsörnsbiotoper. Detta gäller inte minst Ävrö och Hamnöfjärden där örnarna gärna övervintrar. Företaget E.On presenterade 2011 planer på att anlägga tre större vindkraftverk på södra Ävrö. Både Naturvårdsverket och länsstyrelsen avstyrkte planerna och ansåg det vara en "uppenbart olämplig" plats för vindkraftverk med hänsyn till havsörnsbeståndet. Oskarshamns kommun beslutade av samma anledning att utnyttja sin vetorätt och avslå ansökan.